# Harmothoe helderensis
Harmothoe helderensis är en ringmaskart som beskrevs av Ernst Ferdinand Nolte 1936. Harmothoe helderensis ingår i släktet Harmothoe och familjen Polynoidae. Inga underarter finns listade i Catalogue of Life.